# Don Muraco
Donald Muraco (né le 10 septembre 1949 à Sunset Beach) est un catcheur américain. Il est principalement connu pour avoir travaillé à la World Wrestling Federation (WWF) durant les années 1980.
Il est un bon lutteur au lycée, et il décide de devenir catcheur au début des années 1970. Durant cette décennie, il lutte un peu partout aux États-Unis dans des fédérations membres de la National Wrestling Alliance (NWA) et à l'American Wrestling Association. Au début des années 1980, il rejoint la WWF où il remporte le championnat intercontinental à deux reprises. Il est aussi célèbre à la WWF pour sa rivalité avec Jimmy Snuka et notamment un match en cage en 1983 où il conserve sa ceinture de champion.
Il quitte la WWF en 1988 et rejoint la toute nouvelle Universal Wrestling Federation (en) en 1990 puis l'Eastern Championship Wrestling (ECW) en 1992. À l'ECW il remporte à deux reprises le championnat poids lourd. Il continue à lutter au Japon à la Wrestle and Romance en 1994 puis dans des petites fédérations de catch américaine jusqu'à sa retraite en 2005.
Il est membre du WWE Hall of Fame depuis 2004 et du Professional Wrestling Hall of Fame and Museum en 2014.

## Biographie

### Jeunesse
Donald Muraco est fan de catch depuis l'enfance. Durant son adolescence, il fait su surf et fait partie des équipes de football américain et de lutte de son lycée. Il se distingue en tant que lutteur puisqu'il finit vice champion d'Hawaï des moins de 210 lb (95 kg) en 1966 avant d'être champion l'année suivante dans la catégorie des poids lourd. Après le lycée, il étudie en Californie au Glendale Community College (en) puis au Santa Monica College. Il y obtient un diplôme en sociologie. Une fois ses études terminé, il travaille dans des chantiers de construction.

### Carrière de catcheur

#### Débuts (1970-1981)
De retour à Hawaï, Don Muraco rencontre le catcheur Lord James Blears (en) qui est le père d'un de ses camarades de classe au lycée. Blears lui conseille de devenir catcheur et il lui permet d'aller à Vancouver travailler à la All-Star Wrestling de Gene Kiniski. Il s'entraîne auprès de Dean Ho (en) et d'autres vétérans des rings avant de faire ses débuts à Portland à la Pacific Northwest Championship Wrestling en 1970 sous le nom de Don Morrow,. Il reste à Vancouver pendant six mois environ avant d'aller travailler à Los Angeles à la NWA Hollywood Wrestling.
Il passe les fêtes de fin d'année dans sa famille à Hawaï et il décide d'y rester pour travailler à la Mid-Pacific Promotions pendant toute la première moitié de l'année 1971. Durant l'été 1971, Verne Gagne, le promoteur de l'American Wrestling Association (AWA), vient lutter à Hawaï et il est impressionné par Muraco. Il part avec Gagne à Minneapolis pour travailler à l'AWA,. Il est un des face de cette fédération et il fait régulièrement équipe avec Billy Robinson (en) en 1972. Il part un an plus tard car il n'apprécie pas le climat du Minnesota.
Après un bref passage au Japon, il retourne aux États-Unis où il s'installe à San Francisco pour lutter à la Big Time Wrestling. Il part ensuite en Floride à la Championship Wrestling from Florida (en) ainsi qu'en Géorgie à la Georgia Championship Wrestling (en) en 1974. À la Georgia Championship Wrestling, il devient champion poids lourd de Géorgie de la National Wrestling Alliance (NWA) en battant Harley Race le 21 septembre de cette même année,. Ce règne est assez court puisqu'on lui retire le titre après son match face à Buddy Colt le 4 octobre. Dans cette fédération il ajoute à son palmarès deux court règnes : un de champion par équipes du Sud-Est de la NWA (version Géorgie) avec Bill Dromo du 5 février 1975 jusqu'à la fin du mois de mars puis un de champion par équipes de Macon de la NWA avec Robert Fuller du 18 février au 9 mars,. Dans le même temps, au cours son passage en Floride il affronte à plusieurs reprises Dusty Rhodes, Jack (en) et Gerald Brisco notamment et il a fait équipe avec André the Giant.
Muraco retourne à San Francisco courant 1975 où il devient un heel.

#### World Wrestling Federation
En 1981, il apparaît plusieurs fois à la WWF et obtient rapidement le WWF Intercontinental Championship le 21 mai de la même année aux dépens de Pedro Morales. Il le conserve cinq mois avant de le perdre contre Pedro Morales. Dans un Texas Death match, il eut plusieurs chances de toucher l'or mondial contre le WWF Champion Bob Backlund, en vain.
Entrainé par Lou Albano, il reprend le WWF Intercontinental Championship en janvier 1993 à Pedro Morales. Lors d'un feud (rivalité) contre l'un de ses anciens coéquipiers, Jimmy Snuka, il obtient ce titre qu'il perd fin octobre 1983 dans un match en cage gagné par Don. Pendant ses deux règnes de champion, il a des rivalités avec Bob Backlund et Tony Atlas.
Il perd son titre le 11 février 1984 contre Tito Santana après plus d'un an de règne.
Au lendemain de WrestleMania I, il affronte le champion du monde Hulk Hogan lors d'un match en cage le 21 juin, que Hogan gagne.
Le 8 juillet, il devient le premier King of the Ring en battant en finale Iron Sheik.
En 1986, il s'allie avec Bob Orton et Adrian Adonis dans une rivalité contre Roddy Piper. Muraco et Orton fut de nombreuses fois son coéquipier, ce qui poussa à une rivalité entre eux en 1987.
En 1987, il vient au secours de Billy Graham qui devient son manager et change de nom pour « The Rock Don Muraco ».
Aux Survivor Series de 1987, il fait partie de l'équipe victorieuse de Hulk Hogan qui lui permettra de participer au tournoi du World Title WWF à Wrestlemania IV.
Il quitte la WWF en 1988 et apparait plusieurs fois dans différentes fédérations comme la AWA.

#### Eastern Championship Wrestling
Dans les années 1990, il commence à lutter à la Extreme Championship Wrestling, retrouvant d'anciennes connaissances telles que Jimmy Snuka et Tito Santana.
Il fut le premier lutteur à avoir été connu sous le nom de "The Rock", qui fut repris plusieurs fois.

### Retraite
Après sa retraite, il retourne à Hawaï. En 2003, il devient le cofondateur de la Hawaii Championship Wrestling, et en 2004 il est intronisé dans le WWE Hall of Fame par Mick Foley.

## Palmarès
- All Star Pro Wrestling
  - 1 fois champion poids lourd de l'Empire Britannique de la National Wrestling Alliance (NWA) (version Nouvelle Zélande)[14]

- Big Time Wrestling
  - 1 fois champion des États-Unis poids lourd de la NWA (version San Francisco)[15]
  - 1 fois champion du monde par équipes de la NWA (version San Francisco) avec Invader #1[b],[16]

- Championship Wrestling from Florida (en)
  - 1 fois champion poids lourd de Floride de la NWA[17]
  - 1 fois champion Télévision de Floride de la NWA[18]
  - 1 fois champion par équipes des États-Unis de la NWA (version Floride) avec Jos LeDuc (en)[19]

- Eastern Championship Wrestling (ECW)
  - 2 fois champion poids lourd de l'ECW[20]

- Georgia Championship Wrestling (en)
  - 1 fois champion poids lourd de Géorgie de la NWA[10]
  - 1 fois champion par équipes de Macon de la NWA avec Robert Fuller[12]
  - 1 fois champion par équipes du Sud-Est de la NWA (version Géorgie) avec Bill Dromo[11]

- NWA Hollywood Wrestling
  - 1 fois champion poids lourd Americas de la NWA[21]

- Mid-Pacific Promotions
  - 3 fois champion poids lourd d'Hawaï de la NWA[22]
  - 1 fois champion international poids lourd de la NWA Pacific[23]
- Professional Wrestling Hall of Fame and Museum
  - Membre du Hall of Fame (promotion 2014)[24]

- Stampede Wrestling
  - 1 fois champion poids lourd d'Amérique du Nord de la Stampede[25]

- World Wrestling Federation / World Wrestling Entertainment (WWF / WWE)
  - Membre du WWE Hall of Fame en 2004
  - 2 fois champion intercontinental de la WWF[26]
  - WWF King of the Ring en 1985

## Récompenses des magazines
- Pro Wrestling Illustrated
  - 2e catcheur le plus inspirant de l'année en 1977[27]
  - 2e catcheur le plus détesté de l'année en 1981[28]
  - 3e mach de l'année 1981 face à Bob Backlund[28]
  - 3e match de l'année 1983 face à Pedro Morales[29]

| Année | 1991 | 1992 | 1993 | 1994 |
| ----- | ---- | ---- | ---- | ---- |
| Rang  | 124  | 176  | 102  | 407  |

- Wrestling Observer Newsletter awards
  - Meilleur heel en 1981[31]